# Régie de l'opium
La Régie de l'opium, en forme longue la Régie de l'opium du service des Douanes, est une régie publique créée par les autorités coloniales d'Indochine française pour administrer un monopole de l'achat, de la fabrication et de la vente de l'opium dans cette région. 

## Historique

### Création

Subdivisions territoriales de l'Indochine française, les régies locales étant rassemblées dans une régie unique en 1897.

En 1883, après la signature des traités de Saïgon, les autorités coloniales françaises reprennent à leur compte le système d'affermage développé par l'empire vietnamien en matière d'opium. Afin d'écarter la diaspora chinoise du trafic d'opium, et de le monopoliser au profit des seuls Français, de premières régies françaises de l'opium sont créées en 1893 (pour le Cambodge, le Tonkin, l'Annam et le Laos), avant d'être réorganisées et unifiées à l'initiative de Paul Doumer, alors gouverneur d'Indochine et futur président de la République française, en 1897. Dès 1893, la vente de l'opium représente 15% du budget colonial du Tonkin.
Dès sa création, la Régie de l'opium est en situation monopolistique ; elle est donc la seule à approvisionner les fumeries d'opium de la région. Paul Doumer réoriente en 1899 ses achats, jusqu'alors effectués en Inde, en Turquie et en Perse, vers le Yunnan voisin. 

### Apogée
En 1912, la Convention internationale de l'opium est signée à La Haye. L'Indochine française ne cesse pas pour autant sa production d'opium, réservée officiellement, guerre mondiale oblige, à l'industrie pharmaceutique ; officieusement, la France continue à écouler l'opium produit en Chine, alors en proie aux seigneurs de la guerre,. De même, l'incrimination de la vente et de l'usage de l'opium en métropole, en 1916, n'entraîne pas de remise en cause de la Régie.
La Régie atteint alors son apogée. En 1920, elle représente à elle seule 37,3% du budget de l'Indochine française. Le monopole est particulièrement lucratif : en 1934, la Régie vend l'opium à 80 piastres le kilogramme, tandis qu'au même moment, l'opium de contrebande s'échange entre 10 et 35 piastres.
Après la Seconde Guerre mondiale, les chaînes d'approvisionnement mondiales en opium ayant été profondément bouleversées par le conflit, puis par la guerre civile chinoise, la Régie de l'opium entreprend de développer la production locale, se reposant pour ce faire sur les Hmong du Laos et du Tonkin. Selon Alfred McCoy, la production indochinoise passe ainsi de 8,4 tonnes en 1940 à 60,6 tonnes en 1944. Des Hmong servent encore d'intermédiaires aux services de renseignement français dans le cadre de l'opération X, visant à financer l'effort de guerre français en Indochine par le trafic de drogue. 

### Décolonisation
Le 23 septembre 1945, les Français décident d'interdire complètement la vente d'opium en Indochine, mettant ainsi fin de fait à la Régie sur les territoires qu'ils contrôlent. Mais la guerre d'Indochine éclate dès 1946, et Hô Chi Minh maintient quant à lui la Régie à titre provisoire, afin d'en préserver les recettes. La régie française a pris fin, mais une régie locale lui succède pendant plusieurs années encore.